# Ângelo Paes Leme
Ângelo Gamboa e Castro Paes Leme (ur. 10 listopada 1973 w Rio de Janeiro) – brazylijski aktor teatralny, filmowy i telewizyjny.

## Życiorys
Urodził się w Rio de Janeiro jako syn nauczyciela / gitarzysty Francisco Paes Leme i Marii Cristiny Gamboa e Castro. W wieku dziewięciu lat nauczył się gry na gitarze, a mając 12 lat rozpoczął naukę w szkole muzycznej Escola de Música Villa-Lobos w Rio de Janeiro.
W 1989 roku zadebiutował na scenie przez przypadek, kiedy został zaproszony przez sąsiada, by zastąpić aktora w Teatro Tablado. Jego debiut telewizyjny miał miejsce dopiero w 1993 roku w miniserialu Contos de Verão. Stał się rozpoznawalny jako Caio Paiva, chłopak Joyce Soares Assunção w telenoweli Rede Globo Historia miłości (História de Amor, 1995).
W 2007 roku wystąpił w spektaklu O Método Grönholm na deskach Teatro Leblon w São Paulo.
Był Józefem w biblijnej telenoweli Józef z Egiptu (José do Egito, 2013), a także archaniołem Gabrielem w telenoweli Cuda Jezusa (Milagres de Jesus, 2014) i wersji kinowej Cuda Jezusa (Milagres de Jesus – O Filme, 2016). W serialu Bogacz i Łazarz (O Rico e Lázaro, 2017) pojawił się jako Nebuzaradan (z babil.: „Nebo dał potomka”), dowódca straży przybocznej Nebukadneccara, stojący na czele wojsk, które w r. 607 p.n.e. zburzyły Jerozolimę.
W 2008 roku ożenił się z Anną Sophią Folch. Mają syna Caetano (ur. 19 października 2011).

## Wybrana filmografia
- 1995: Historia miłości (História de Amor) jako Caio Paiva
- 1997: Po prostu miłość (Por Amor) jako Rodrigo Vianna Fontes
- 2000: Uga-Uga jako Salomão
- 2002: O Quinto dos Infernos jako Emanuel
- 2003: Chocolate com Pimenta jako Soldado José Rufino Peixoto
- 2004: Sob Nova Direção jako Olavo
- 2004: Casseta & Planeta, Urgente! jako Como ele Mesmo
- 2005: Mandrake jako Luís Maurício
- 2010-2011: Ribeirão do Tempo jako Tito Gomes do Arrepio
- 2013: Józef z Egiptu (José do Egito) jako Józef
- 2014: Cuda Jezusa (Milagres de Jesus) jako Gabriel
- 2016: Cuda Jezusa (Milagres de Jesus – O Filme) jako Gabriel
- 2017: Sem Volta jako Salomão
- 2017: O Rico e Lázaro jako Nebuzaradan